# Sydafrikas Grand Prix 1983
Sydafrikas Grand Prix 1983 var det sista av 15 lopp ingående i formel 1-VM 1983.  

## Resultat
1. Riccardo Patrese, Brabham-BMW, 9
2. Andrea de Cesaris, Alfa Romeo, 6
3. Nelson Piquet, Brabham-BMW, 4
4. Derek Warwick, Toleman-Hart, 3
5. Keke Rosberg, Williams-Honda, 2
6. Eddie Cheever, Renault, 1
7. Danny Sullivan, Tyrrell-Ford
8. Marc Surer, Arrows-Ford
9. Thierry Boutsen, Arrows-Ford
10. Jean-Pierre Jarier, Ligier-Ford
11. Niki Lauda, McLaren-TAG (varv 71, elsystem)
12. Kenny Acheson, RAM-Ford

### Förare som bröt loppet
- Nigel Mansell, Lotus-Renault (varv 68, för få varv)
- Raul Boesel, Ligier-Ford (66, för få varv)
- Michele Alboreto, Tyrrell-Ford (60, motor)
- Patrick Tambay, Ferrari (56, turbo)
- Bruno Giacomelli, Toleman-Hart (56, turbo)
- Alain Prost, Renault (35, turbo)
- Corrado Fabi, Osella-Alfa Romeo (28, motor)
- Elio de Angelis, Lotus-Renault (20, motor)
- René Arnoux, Ferrari (9, motor)
- Mauro Baldi, Alfa Romeo (5, motor)
- Manfred Winkelhock, ATS-BMW (1, motor)
- Jacques Laffite, Williams-Honda (1, snurrade av)
- Piercarlo Ghinzani, Osella-Alfa Romeo (1, motor)

### Förare som diskvalificerades
- John Watson, McLaren-TAG (varv 18, körde om under formationsvarvet)

## VM-slutställning
| Förarmästerskapet 1. Nelson Piquet, Brabham-BMW, 59 2. Alain Prost, Renault, 57 3. René Arnoux, Ferrari, 49 | Konstruktörsmästerskapet 1. Ferrari, 89 2. Renault, 79 3. Brabham-BMW, 72 |